# Sabarmati
De Sabarmati is een rivier in het westen van India met een lengte van ca. 371 km.
Hij ontspringt in het Aravalligebergte in de bondsstaat Rajasthan, stroomt dan door de bondsstaat Gujarat, komt aan bij de miljoenenstad Ahmedabad en mondt uit in de Golf van Khambhat.
In Ahmedabad stichtte Mahatma Gandhi aan de oever van deze rivier de Sabarmati Ashram als woning en van daaruit begon hij in 1930 met zijn geweldloze zoutmars in de strijd tegen de Britse koloniale overheersers.
- Gemeinsame Normdatei: 4375633-5
- Library of Congress Control Number: sh85116174
- Nationale Bibliotheek van Israël: 987007548641005171
- Virtual International Authority File: 315526532